# Castrul roman de la Slăveni

## Istoricul cercetărilor
Castrul roman din Slăveni (al cărui nume antic nu este cunoscut ) avea rolul de a apăra Romula, capitala provinciei romane Dacia Inferior (Dacia Malvensis).
După atacurile carpice din anii 245-247, împăratul Filip Arabul a refăcut castrul în anul 248.
Tabăra militară este situată în inima satului, lângă punctul „Cetate” și este astăzi acoperit de structuri moderne. Trei faze de construcție au fost identificate de arheologi (D. Tudor, Gh. Popilian și O. Toropu, 1960-1985). 

## Dimensiuni și Descriere
Primul Castru a avut în prima fază un design dreptunghiular (169 x 190 m), care ar fi fost înconjurat de un zid de lemn (palisadă) în perioada Traiană. Străzile principale, principia și șase barăci militare au fost conturate în incintă. Dintre trupele auxiliare atestate, menționez Ala Hispanorum213ala Claudia (Gallorum); cohors I Flavia Commagenorum214. În plus ștampilate oferă numele legiunilor XIII Gemina, V Macedonica și XI Claudia p. F.
În faza de piatră, castrul avea dimensiune și formă tabereo anterioare, pe care, încojurată de 3 șanțuri de apărare, o suprapunea. Turnurile porților sunt dreptunghiulare și se extind oarecum spre exterior, în timp ce turnurile de colț sunt trapezoidale. Principia măsoară 37 x 43 m, alte două structuri, un horreum în latussinistrum și cealaltă o clădire rectangulară în latusdextrum. În Praetura s-au găsit urmele a șase barăci militare. Castrul de piatră a fost construit în anul 205 d.Hr. (sau doar porta praetoria) 216. I Hispanorum era trupa de garnizoană, după cum o demonstrează inscripțiile și materialul tegular. A treia fază are o perioadă de reparații care datează din timpul domniei arabilor Filip Arabul. 
Castrul a fost în prima jumătatena secolului. al III-lea d.Hr., după cum arată un tezaur monetar cel mai probabil în timpul atacurilor suferite în anul 247 d.Hr. Împrejurul cetății, unde au fost descoperite băile și un Mithraeum, a luat naștere o așezare civilă. 